# 十二単〜Singles 4〜
『十二単〜Singles 4〜』（じゅうにひとえ シングルスフォー）は、2013年11月20日に発売された中島みゆきのコレクション・アルバムである。

## 解説
- 2002年発売の『Singles 2000』に続く中島みゆきのシングルコレクション第4弾。
- 2012年10月10日にリリースされた43枚目のシングル「恩知らず」から2003年7月23日にリリースされた38枚目のシングル「銀の龍の背に乗って」までのAB面を交互に、時代を遡る形で収録されている。
- 「荒野より」と「愛だけを残せ」はDavid Thoenerによるリミックスが施されている。
- 初回限定盤のみ「時代 -ライヴ 2010〜2011-」のライブ映像を収録したDVDが付属する。

## 収録曲
CD（初回限定盤、通常盤共通）
- 全作詞・作曲：中島みゆき、編曲：瀬尾一三

1. 恩知らず - Ungrateful[注 1]
43枚目のシングル。ドラマ『東京全力少女』主題歌。39枚目のアルバム『常夜灯』にも収録されている。
2. 時代 -ライヴ 2010〜11- - Time Goes Around
43枚目のシングルのカップリング。アルバム初収録。2010年から2011年にかけて行われたコンサートツアーで歌われたライブ音源である。ただし、シングルバージョンより短く編集されている。
3. 荒野より (remix) - From The Icy Reaches
42枚目のシングル。日曜ドラマ『南極大陸』主題歌で、本曲と同じタイトルの、38枚目のアルバム『荒野より』にも収録された。このアルバムに収録されているものはDavid Thoenerによるリミックスが施されている。
4. バクです - Tapir
42枚目のシングルのカップリング。38枚目のアルバム『荒野より』にも収録されている。
5. 愛だけを残せ (remix) - Just Save Love
41枚目のシングル。映画『ゼロの焦点』主題歌。37枚目のアルバム『真夜中の動物園』にはアレンジを大幅に変えたアルバムバージョンがボーナストラックとして収録された。このアルバムに収録されているものはDavid Thoenerによるリミックスバージョンで、シングルバージョンは2013年現在どのアルバムにも収録されていない。
6. 闘りゃんせ - Fight On
41枚目のシングルのカップリング。YOKOへの提供曲のセルフカバー。アルバム初収録。
7. 一期一会 - Once In A Lifetime
40枚目のシングル。『世界ウルルン滞在記"ルネサンス"』主題歌。35枚目のアルバム『I Love You, 答えてくれ』にも収録されている。
8. 昔から雨が降ってくる - Here Comes The Ancient Rain
40枚目のシングルのカップリング。『世界ウルルン滞在記"ルネサンス"』エンディングテーマ。「一期一会」と違い『世界ウルルン滞在記2008』では使用されていない。35枚目のアルバム『I Love You, 答えてくれ』にも収録されている。このアルバムに収録されているものはアウトロがフェードアウトでなくなっている。
9. 帰れない者たちへ - For Those Who Can't Go Home
39枚目のシングル。夜会Vol.13『24時着0時発』劇中歌であり、33枚目のアルバム『転生 TEN-SEI』に収録されていたが、ドラマ『松本清張 けものみち』主題歌に起用されたことを受けてシングルカットされた。
10. 命のリレー <'04 夜会ヴァージョン> - Relay of the Soul
39枚目のシングルのカップリング。アルバム初収録。夜会Vol.13『24時着0時発』劇中歌であり、この音源は夜会で披露されたライブ音源である。
11. 銀の龍の背に乗って - A Ride On The Gentle Luminous Dragon
38枚目のシングル。ドラマ『Dr.コトー診療所』主題歌。31枚目のアルバム『恋文』にも収録されている。
12. 恋文 - Love Letter
38枚目のシングルのカップリング。31枚目のアルバム『恋文』にはシングルとは別のバージョンで収録された。このアルバムに収録されているものはアルバムバージョンである。なお、シングルバージョンは2013年現在どのアルバムにも収録されていない。

DVD（初回限定盤のみ）
1. 時代 -ライヴ2010〜11- (東京国際フォーラムAより)